# Lucas Bergström
Lucas Carl Edvard Bergström, född 5 september 2002, är en finländsk fotbollsmålvakt som spelar för La Liga klubben Mallorca. Bergström representerar det finländska landslaget på U21-nivån och har även gjort en landskamp för seniorlandslaget.

## Karriär
Bergström värvades till Chelsea FC från finska TPS Åbo. Från Chelsea lånades han ut till Peterborough i League One, och sedan till Brommapojkarna. I juni 2024 återvände han till Chelsea. I Juli 2025 skrev han på för spanska RCD Mallorca.